# Дорис Лесинг
Дорис Мей Лесинг (на английски: Doris May Lessing) (1919 – 2013) е британска писателка и лауреат на Нобелова награда за литература през 2007.

## Биография
Дорис Лесинг, по баща Дорис Мей Тейлър, е родена на 22 октомври 1919 г. в град Керманшах в Персия (дн. Бахтаран, Иран). Баща ѝ е бил офицер, а майка и медицинска сестра. Когато е на шест години, нейното семейство заминава за британската колония Южна Родезия (днес Зимбабве) с надеждата за забогатее от култивиране на царевица, тютюн и зърнени растения. Лесинг описва годините, прекарани в африканската пустош, като кошмар, в който удоволствията са били рядкост. По думите на романистката нещастното детство е една от причините тя да започне да пише, разказвайки за отношенията между колонизаторите и черните африканци и разделящата двете култури пропаст. Дорис се учи в католическо училище, а след това до 14 г. в училище за девойки в столицата Солсбъри (сега Хараре), което тя така и не завършва. След това тя повече не получава никакво формално образование. В младостта си работи като болногледачка, телефонистка и журналистка.
През 1939 г. Дорис се омъжва за Франк Чарлз Уисдъм, от когото има дъщеря и син. Обаче през 1943 г. се развежда с мъжа си и му оставя децата. През 1945 г. се омъжва втори път с немския емигрант Готфрид Лесинг. От този брак Дорис има син, с когото напуска Африка през 1949 г. След поредния развод се установява в Лондон, за да започне нов живот като писателка. През 50-те и 60-те години тя е активистка на британската компартия и участничка в антиядреното движение. Забранено ѝ е да пътува в ЮАР и Родезия заради нейната критика на апартейда.

## Творчество
Творчеството на Дорис Лесинг е вдъхновено от живота ѝ в Африка, детството, нейните социални и политически борби. Чести теми в нейните романи са конфликтите между различните култури, расовото неравенство, противоречието между личната съвест и общото благо.
Дорис Лесинг започва да печата през 1949 г. Нейният дебютен роман се нарича „The Grass is Singing“ (Тревата пее). Между 1952 и 1969 г. публикува полуавтобиографичната серия „The Children of Violence“ (Деца на насилието), състояща се от пет романа: Марта Квест (1952), Подходящия брак (1954), Вълни след щорма (1958), Обкръжени от суша (1966), Град за четири врати (1969).
Инструкция за спускане в ада (1971) и Лято преди залеза (1973) – са романи, потапящи читателя в дълбините на разстроената психика и безумие.
През 1979 – 1983 г. издава серия фантастични романи „The Canopus in Argos: Archives Series“ („Канопус в Аргос“), представляващи визионерски-алегорически романи за бъдещето, в което персонажите – архетипове на мъже и жени – взаимодействат в космическото пространство, състоящо се от шест зони, иначе наречени „нива на битието“: Шикаста (1979), Бракове между зони три, четири, пет (1980), Експерименти на Сириус (1981), Създаване на комитет на представителите за планета осем (1982), по мотиви на последния през 1988 композиторът Филип Глас написва опера. Заключителния роман на цикъла е: Документи, имащи отношение към сантименталните агенти в империята Волиен (1983).
Един от най-известните и романи – „The Golden Notebook“ (Златният дневник) – е бил публикуван през 1962 г. и се счита за класика на феминистката литература.
През 1985 г. Лесинг публикува сатиричния роман „The Good Terrorist“ (Добрият терорист), спечелил похвалите на критиците. В него се разказва за група лондонски революционери. През 1988 излиза книгата „The Fifth Child“ (Петото дете), която се счита за една от най-важните в късното творчество на писателката. Това е повествование за момче-урод, намиращо се на най-примитивно ниво на развитие. През 1990 тя издава две автобиографични книги „Under My Skin“ (В моята кожа) и „Walking in the Shade“ (Да вървиш в сянката).
През 1996, след осемгодишно прекъсване, излиза романа И отново любов. През 1999 – футурологичния роман Мара и Ден. Романът Бен, захвърленият, продължение на Петото дете, е публикуван през 2000.
Два романа Дорис Лесинг публикува под псевдонима Джейн Сомерс: „Дневникът на добрата съседка“ (1983) и „Ако старостта би могла…“ (1984).
Висока репутация завоюва Лесинг и чрез своите разкази. Основни сборници: Това беше страната на стария вожд (1951), Навикът да обичаме (1958), Мъжът и двете жени (1963), Африкански истории (1964), Изкушенията на Джек Оркни (1972). През 1978 излиза том с разкази, включващ цялата и „малка проза“, освен разказите, действието на които се извършва в Африка. Още един сборник, Настояще, излиза през 1992.
Лесинг – е автор и на четири пиеси, поставени в английски театри: Мистър Долинджър (1958), На всеки – своя собствена пустиня (1958), Правдата за Били Нютън (1961) и Игра с тигър (1962). През 1997 в резултат на ново сътрудничество с композитора Ф.Гласо се появява операта Бракове между зони три, четири, пет, премиерата на която е в Германия.
Публицистиката на Лесинг включва книгите: Преди всичко котки (1967, преработено издание Преди всичко котки и Руфус, 1991), а също така два тома спомени Завръщайки се у дома (1957) и В търсене на английския (1960).
Тя пише и фантастични романи с философска проблематика. В нейните романи извънземните пришълци са описани като божества, за което е критикувана от Олдис.
Дорис Лесинг е ключова фигура за марксистките, антиколониални, антиапартейдни и феминистките движения. През 1956 г., след престой като журналист във Федерация Родезия и Нясаленд и среща с първия министър на Южна Родезия Гарфилд Тод и първия министър на федерацията Годфри Хюгинс ѝ е забранено да пребивава в цялата федерация, както и в Южна Африка. В началото на 21 век критикува диктаторския режим на президента Роберт Мугабе и е обявена за нежелано лице в Зимбабве.

## Произведения
- The Grass Is Singing (1950) (filmed as Killing Heat (1981))
- Retreat to Innocence (1956)
- The Golden Notebook (1962)
Златната тетрадка, изд.: „Летера“, София (2008), прев. Весела Кацарова
- Briefing for a Descent into Hell (1971)
- The Summer Before the Dark (1973)
Лятото преди мрака, изд.: „Народна култура“, София (1978), прев. Рада Шарланджиева
Лятото преди мрака, 2po изд.: „Летера“, София (2010)
- Memoirs of a Survivor (1974)
- The Diary of a Good Neighbour (1983) – като Джейн Сомърс
- If the Old Could... (1984) – като Джейн Сомърс
- The Good Terrorist (1985)
- The Fifth Child (1988)
Петото дете, изд.: „Летера“, София (2012), прев. Ирина Васева
- Love, Again (1996)
- Mara and Dann (1999)
- Ben, in the World (2000) – продължение на „The Fifth Child“
- The Sweetest Dream (2001)
Най-сладката мечта, изд.: „Летера“, София (2014), прев. Ирина Васева
- The Story of General Dann and Mara's Daughter, Griot and the Snow Dog (2005) – продължение на „Mara and Dann“
- The Cleft (2007)
Цепнатината, изд.: „Летера“, София (2010), прев. Рада Шарланджиева

## Изследвания
- Кацарова, Весела. Дорис Лесинг – от социализъм към суфизъм и юнгианство. – В: Езици и култури в диалог: Традиции, приемственост, новаторство. Конференция, посветена на 120-годишната история на преподаването на класически и нови филологии в Софийския университет „Св. Климент Охридски“. С., УИ, 2010,